# Homalota flexibilis
Homalota flexibilis är en skalbaggsart som beskrevs av Thomas Casey 1911. Homalota flexibilis ingår i släktet Homalota och familjen kortvingar. Inga underarter finns listade i Catalogue of Life.